# LK I
Leichter Kampfwagen I ili skraćeno LK I je bio njemački laki tenk u Prvom svjetskom ratu. Projekt zbog završetka rata nije došao dalje od prototipa.

## Razvoj
Za početak razvoja lakog tenka bilo je više razloga. Prvi je bio da se pješaštvu tijekom napredovanja osigura jača i izravna paljbena potpora. Osim toga, proizvodnja lakih tenkova je bila lakša i brža, te ih se u istom vremenskom razdoblju moglo napraviti znatno više nego teških tenkova A7V. Ne treba zanemariti ni to da su njemačke tvornice na skladištima imale velike količine dijelova za automobile koji, iako je njemačka vojska pri kraju rata u svom sastavu imala više od 1000 različitih vozila na kotačima, nikad nisu dovršeni. Rabeći kao osnovu motore i mjenjače namijenjenih automobilima, te podvozje s gusjenicama, projektanti su morali u najkraćem vremenu razviti prvi njemački laki tenk.
Te se zadaće prihvatio profesor Rauzenberger pod okriljem tvrtke Krupp. U svibnju 1917. pridružio mu se i projektant tenka A7V Joseph Vollmer. Profesor Rauzenberger je kao polazište imao ove zahtjeve:
- posadu s dva ili tri člana posade (zapovjednik, punitelj, vozač);
- naoružanje od topa od 57 mm i dvije strojnice;
- oklop je morao štititi od pancirnih metaka ispaljenih iz pušaka i strojnica kalibra 7,9 mm (u osnovi, to je značilo ne tanji od 14 mm);
- povećana pokretljivost po svim vrstama terena, zbog čega je specifični pritisak na tlo trebao biti oko 0,5 kg/m2, maksimalna brzina od 12 do 15 km/h, mogućnost svladavanja uspona pod kutom od 45 stupnjeva;
- masa nije smjela prelaziti osam tona, djelomično i zato da se može prevoziti klasičnim teretnim vagonima bez potrebe prilagodbe;
- pouzdan i (po mogućnosti) tih motor;
- mala silueta i veliki klirens;
- dovoljna zaliha goriva i streljiva za neprekidno borbeno djelovanje od čak šesti sati.

U trenutku započinjanja projekta profesor Rauzenberger nije znao za francuski projekt lakog tenka FT-17. On je svoj projekt lakog tenka temeljio na šasiji automobila s naprijed postavljenim motorom. Tako je nastao projekt koji je jako sličio britanskom tenku Whippet. Činjenica je da je razvoj Whippeta započeo tek nešto prije pokretanja projekta profesora Rauzenbergera, a da su prvi Whippeti u postrojbe došli tek 14. prosinca 1917. U borbi su prvi put uporabljeni tek u ožujku 1918. Zbog toga dio izvora navodi da je njemačka obavještajna služba uspjela ili nabaviti nacrte britanskog tenka ili barem podatke s njegova testiranja.
Profesor Rauzenberger je kao osnovu uzeo Daimlerovu šasiju namijenjenu luksuznim automobilima, te je u njezin prednji dio ugradio benzinski motor Daimler-Benz s četiri cilindra i 44,7 kW (60 KS). Kako bi dobio na iskoristivosti prostora, kao postolje za sjedala vozača i zapovjednika vozila uporabio je mijenjačku kutiju, preko koje se snaga motora prenosila na pogonski kotač na stražnjem dijelu vozila. Prazni prostor iza njihovih sjedala iskoristio je za smještaj streljiva i goriva. Na krov je postavio malu valjkastu kupolu s mogućnošću okretanja u svih 360 stupnjeva. Naoružao ju je strojnicom MG.08 kalibra 7,9 mm. Za ulazak i izlazak iz vozila, profesor Rauzenberger je postavio vrata na bokove vozila, ali i otvor na krovu kupole.
Usprkos protivljenju glavnog stožera, ministarstvo obrane je odobrilo nastavak projekta i gradnju jednog prototipa. Novo je oružje u rujnu 1917. označeno kao Leichte Kampfwagen I ili skraćeno LK I.
Prva su testiranja novog oružja obavljena u ožujku 1918. Iako su prošla više nego zadovoljavajuće, ipak su zatražene neke izmjene i poboljšanja. Prvo je bilo pojačanje oklopne zaštite, jer su testiranja pokazala da pancirna zrna kalibra 7,9 mm probijaju oklop debljine od osam milimetara s udaljenosti od čak 300 metara. Druga promjena odnosila se na konstrukciju, kako bi se olakšala serijska proizvodnja. Kao nositelj ovih zadaća odabran je Joseh Vollmer. I prije prvih testiranja, 29. prosinca 1917. odlučeno je da se do ožujka 1918. isporuči od 500 do 600 lakih tenkova, što naravno nikad nije ostvareno, ali pokazuje da je krajem 1917. konačno skršen otpor njemačkog glavnog stožera prema lakim tenkovima.

### Zajednički poslužitelj
|  | Zajednički poslužitelj ima još gradiva o temi Njemački tenkovi u Prvom svjetskom ratu |